# Boubacar Traoré (piłkarz)
Boubacar Traoré (ur. 20 sierpnia 2001 w Bamako) – malijski piłkarz grający na pozycji pomocnika w angielskim klubie Wolverhampton Wanderers oraz reprezentacji Mali. Uczestnik Pucharu Narodów Afryki 2023 i Letnich Igrzysk Olimpijskich 2024 w Paryżu.

## Sukcesy

### Mali U-23
- Trzecie miejsce Pucharu Narodów Afryki U-23: 2023[4][5]

### Mali U-20
- Mistrzostwo Afryki U-20: 2019[6]